# ÉPRA
Pour les articles homonymes, voir EPRA.
Échanges et productions radiophoniques, plus connu sous l'acronyme ÉPRA (Échanges et Productions RAdiophoniques) était un groupement d'intérêt public français relatif à la radio associative et aux travailleurs immigrés. Il est fondé en 1992 et dissout en 2013.

## Présentation
L'ÉPRA est fondé en 1992 par le Fonds d'aide sociale. Son objet était d'être une sorte d’agence de presse sonore. En effet jusqu'alors la production d'émissions visant l’intégration des travailleurs immigrés en France était exclusivement dévolue à la radio RFI. Il s'agissait donc de faire participer les radios associatives à cette mission.
On estime à 10 000 heures d’archives le fonds sonore de l'ÉPRA. Elles ont été fournies de 1992 à 2013 à environ 170 radios associatives françaises.

## Conséquences de sa disparition
Sa disparition en 2013 provoque plusieurs questions de parlementaires, en particulier au Sénat.
Une association relative à l'ÉPRA est alors créée, afin de dont de protéger et valoriser le fonds sonore. Elle existe toujours en 2022.